# Xavier Barachet
Xavier Barachet (* 19. November 1988 in Nizza) ist ein ehemaliger französischer Handballspieler.

## Verein
Der 1,95 Meter große und 97 Kilogramm schwere rechte Rückraumspieler stand ab 2006 bei Chambéry Savoie HB unter Vertrag. Zuvor spielte er bei Cavigal Nice Sports. Mit Chambéry spielte er im EHF-Pokal (2007/2008) und in der EHF Champions League (2006/2007, 2008/2009, 2009/2010). Im Sommer 2012 unterschrieb er einen Vertrag beim spanischen Erstligisten Atlético Madrid, mit dem er den Pokal gewann. Nachdem Atlético Madrid im Sommer 2013 aufgrund finanzieller Schwierigkeiten seine Mannschaft zurückziehen musste, unterschrieb Barachet einen Vierjahresvertrag bei Paris Saint-Germain. Für die Saison 2013/14 war er an Saint-Raphaël Var Handball ausgeliehen. Im Sommer 2017 wechselte er zu Saint-Raphaël Var Handball. Nach der Saison 2021/22 beendete er seine Laufbahn.

## Nationalmannschaft

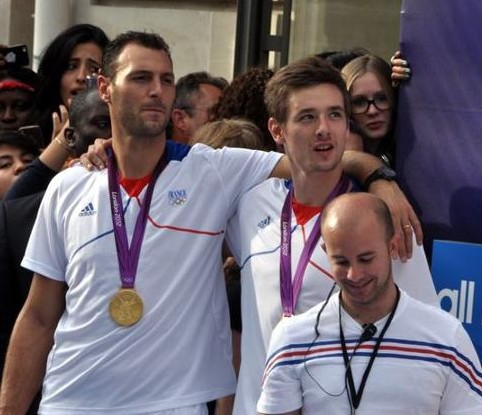
Xavier Barachet (r.) mit der olympischen Goldmedaille 2012

Xavier Barachet stand im Aufgebot der französischen Nationalmannschaft, so für die Europameisterschaft 2010, wo er die Goldmedaille gewann. Bei der Weltmeisterschaft 2011 in Schweden wurde er Weltmeister. Anfang 2012 landete er mit Frankreich bei der Europameisterschaft nur auf einem enttäuschenden 11. Rang. Im Sommer 2012 nahm er an den Olympischen Spielen in London teil und gewann mit Frankreich erneut die Goldmedaille. Bei der Weltmeisterschaft 2013 in Spanien belegte er den 6. Platz.
Er debütierte in der A-Nationalmannschaft am 10. Januar 2009 in einem Länderspiel gegen die algerische Auswahl und erzielte in 84 Länderspielen 162 Tore.

## Erfolge
- Olympiasieger: 2012
- Weltmeister: 2011
- Europameister: 2010
- Französischer Meister: 2015, 2016, 2017
- Französischer Vizemeister: 2008, 2009, 2010, 2011, 2012
- Französischer Pokalsieger: 2015
- Französischer Ligapokal: Finalist 2011 und 2013
- Spanischer Vizemeister: 2013
- Spanischer Pokalsieger: 2013
- Spanischer Ligapokal: Finalist 2013
- Super Globe: 2012